# Semana Santa en Martos
La Semana Santa de Martos es una de las manifestaciones religiosas, culturales y populares más bellas y reconocidas de la provincia de Jaén y de Andalucía. Declarada Fiesta de Interés Turístico Nacional de Andalucía mediante resolución de 18 de junio de 2002, debido a la antigüedad en su celebración, originalidad y diversidad de actos.
Se tiene constancia de que en el siglo XVI ya existía la "Cofradía de la Santa Vera Cruz", la "Cofradía de Nuestra Señora de la Soledad" y la "Cofradía de Nuestro Padre Jesús Nazareno".
Se conforma como una de las manifestaciones populares y religiosas más importantes de Martos, debido a los turistas y el fervor que atrae.
Sin duda alguna su espectacularidad reside en las calles tortuosas y estrechas, con pendientes de gran consideración, por las que discurren las Hermandades, unido al marco inigualable que ofrece la milenaria ciudad de la Peña. A esto se le une las complicadas salidas de los templos, y la belleza de las imágenes y tronos.
Cabe destacar que en Martos la Semana Santa sale a las calles de dos formas diferentes, en los llamados "pasos" y en "tronos", es decir, existen las dos variedades de llevar las sagradas imágenes, por portadores por dentro de los pasos y por anderos por fuera del trono, en varales.

## Actos en la Semana Santa de Martos
Durante la Cuaresma, se lleva a cabo una tradición muy arraigada en Martos, como es la del toque de la trompeta de "JUANILLÓN". Es una trompeta de grandes dimensiones, perteneciente a la Cofradía de Nuestro Padre Jesús Nazareno, y que se utilizaba antes de la Desamortización de Mendizábal, para recordar a los agricultores que tenían tierras arrendadas del Cristo, que tenían que pagar su cuota.
En la actualidad se realiza las veces que el músico quiera al día como tradición, en el mirador de la Virgen de la Villa, por lo que su sonido se distingue en toda la ciudad.
Entre los actos más importantes a reseñar de esta Semana Santa, cabe mencionar los siguientes:
- Guía de Cuaresma de las Cofradías de Pasión "JUANILLÓN"
- Concurso de Cartel de Semana Santa
- Concurso de Fotografía Cofrade
- Revista de las Cofradías de Pasión "NAZARENO"
- Pregón de Semana Santa (Oficial y Juvenil)
- Pregones de las Cofradías
- Certamen Nacional de Música Cofrade "JULIO MORENO VICO"
- Concierto "PASIÓN Y MÚSICA" a cargo de la "Agrupación Musical Maestro Soler"
- Conciertos de las bandas de Cornetas y Tambores "Monte Calvario" y "Cristo de la Fe y del Consuelo"
- Concurso de Saetas
- Conferencias, tertulias, etc
- Cultos, besapiés, Vía Crucis, etc